# Final Crisis
«Финальный кризис» (англ. Final Crisis), он же «Последний кризис» — кроссовер-серия, которая была опубликована в 2008 году издательством DC Comics. Включает в себя семь основных выпусков, которые были написаны писателем Грантом Моррисоном. Первоначально, DC Comics пригласили только одного художника — Джей Ди Джонса, но позже к ним присоединились Карлос Пачека, Дуг Мэнк и Марко Руди. Сюжет кроссовера строится на «дне, когда зло победило» и описывает события, устроенные злодеем Дарксайдом, чтобы изменить реальность, а также смерти и предательства супергероев и охватывает всю вселенную DC.
Серия заняла второе место в списке продаж комиксов в мае 2008 года после Secret Invasion — 159 036 проданных копий.

## История публикаций
Идея Финального Кризиса пришла Гранту Моррисону, когда он вернулся в DC Comics в 2003 году.

Я задумал событие — кроссовер под названием Hypercrisis, но оно так и не случилось по ряду причин. Некоторые события из Hypercrisis перекочевали в серию Seven Soldiers, некоторые в All-Star Superman, некоторые в 52, а некоторые нашли своё место в Финальном Кризисе. — Грант Моррисон
Моррисон начал работу над сюжетом в 2006 году, надеясь делать серию, являющуюся продолжением Seven Soldiers и 52, в создании которых Моррисон принимал активное участие . В 2007 году появились первые ссылки на Финальный Кризис, который назывался «средний Кризис» , а в мае появился первый тизер-постер с лозунгом: «Герои умирают. Легенды живут вечно.» (англ. "Heroes die. Legends live forever.")
Финальному Кризису предшествовал Обратный отсчёт (англ. Countdown) — годичная еженедельная серия, которая должна была подвести оставшиеся итоги после серии 52. После половины выпусков, серия была переименована в Обратный отсчёт к Финальному Кризису (англ. Countdown to Final Crisis). Тем не менее, подготовка к выпуску не обошлась без проблем. Чтобы первый номер Финального Кризиса вышел в срок, финальный выпуск #0 серии Countdown, которая началась с #1, был обновлен и вышел под названием DC Universe #0. Кроме того, раскручивая Batman R.I.P. и Blackest Night, выпуск рассказывал о Барри Аллене, а также о Либре — лидере команды злодеев на стороне «бога зла» Дарксайда.
Чтобы читателям было проще классифицировать события, относящиеся к Финальному Кризису и другим важным событиям во вселенной DC в предстоящее время, в различных серих DC Comics появился указатель «Sightings», наличие которого на обложке показывало, что выпуск имеет отношение к важным моментам вселенной DC. Первые такие пометки появились в Justice League of America (vol. 2) #21, где случилось возвращение Либры, и Action Comics #866, где случилась вербовка Человека-пламени.
Первоначально, рисовать карандашные наброски всей серии должен был только Джей Джи Джонс, но из-за задержек к команде присоединился Карлос Пачеко, который рисовал #4-6 вместе с Джонсом, а выпуск #7 был полностью нарисован Дугом Мэнке.
В дополнение к основным выпускам, серия включает ряд дополнительных материалов. Уан-шоты входящие в состав серии — Requiem, Resist, Secret Files и Submit. Кроме того, Rage of the Red Lanterns является началом одноименной серии в рамках события Green Lantern: Secret Origin в выпусках Green Lantern #36-38. Согласно писателю Джеффу Джонсу, который работал над последующими сериями, «событиям Финального Кризиса побудили Стражей Вселенной предпринять попытки по сдерживанию света». Ограниченные мини-серии, входящая в состав основной серии — Superman Beyond, Legion of 3 Worlds (мини-серия из пяти выпусков об инкарнациях Легиона Супергероев), Revelations (мини-серия из пяти выпусков), и Rogues' Revenge (серия из трёх выпусков о Флэше).

### Основной сюжет
- Final Crisis #1-9 (июль 2008 — март 2009)[6][7]

### Ван-шоты
- Batman #682-683,[8] #701-702
- Final Crisis: Requiem #1[9]
- DC Universe: Last Will and Testament #1[10]
- Final Crisis: Submit #1
- Final Crisis: Resist #1[11]
- Final Crisis: Rage of the Red Lanterns #1[12][13]
- Final Crisis: Superman Beyond #1-2
- Final Crisis: Secret Files #1
- Final Crisis Sketchbook #1

### Спецвыпуски
- Final Crisis: Revelations #1-5[14]
- Final Crisis: Rogues' Revenge #1-3
- Final Crisis: Legion of 3 Worlds #1-5[15]

### Коллекционные издания
- Final Crisis (включает в себя Final Crisis #1-7, Final Crisis Superman Beyond 3D #1-2, и Final Crisis: Submit; июнь 2009, твёрдый переплёт ISBN 1-4012-2281-1; июнь 2010, мягкий переплёт ISBN 1-4012-2282-X)[16][17]
- Final Crisis Companion (включает Final Crisis #1 Director’s Cut, Final Crisis: Requiem, Final Crisis: Resist, и Final Crisis Secret Files; июнь 2009, твёрдый переплёт ISBN 1-4012-2274-9; июль 2010, мягкий переплёт ISBN 1-84856-315-9)
- Final Crisis: Legion of Three Worlds (август 2009, твёрдый переплёт ISBN 1-4012-2324-9)
- Final Crisis: Revelations (август 2009, твёрдый переплёт ISBN 1-4012-2322-2)
- Final Crisis: Rogues' Revenge (июль 2009, твёрдый переплёт ISBN 1-4012-2333-8)
- Green Lantern: Rage of the Red Lanterns (включает Final Crisis: Rage of the Red Lanterns, Green Lantern #26-28 и #36-38; июль 2009, твёрдый переплёт ISBN 1-4012-2301-X; июль 2010, мягкий переплёт ISBN 1-4012-2302-8)
- Final Crisis Aftermath: Run (февраль 2010, мягкий переплёт ISBN 1-4012-2606-X)
- Final Crisis Aftermath: Dance (февраль 2010, мягкий переплёт ISBN 1-4012-2605-1)
- Final Crisis Aftermath: Ink (май, 2009, мягкий переплёт ISBN 978-1-4012-2607-7)
- Final Crisis Aftermath: Escape (март 2010, мягкий переплёт ISBN 1-4012-2608-6)